# Matilda II av Boulogne
Matilda II av Boulogne, född 12??, död 1260, var drottning av Portugal 1248-1256; gift 1223 med kung Alfons III av Portugal. Hon var regerande fransk vasallgrevinna av Boulogne, Mortain, Aumale och Dammartin från 1216 till 1260. 

## Biografi
Matilda var dotter och tronarvinge till grevinnan Ida av Boulogne och greve Raynald I av Dammartin. Hennes far deltog i ett krig mot Frankrike, och 1214 tillfångatogs fadern och Boulogne erövrades av kung Filip II August av Frankrike, som tog Matilda i förvar. 

### Regerande grevinna
Vid sin mors död 1216 efterträdde hon henne formellt på tronen i Boulogne, även om detta reellt var under franska kontroll. 1218 blev hon bortgift av franske kungen med hans son Philippe Hurepel de Clermont. Hon fick två söner under detta äktenskap. Vid hennes svärfar Filip Augusts död 1223 tog hennes man Philippe Hurepel kontroll över Boulogne, som dock fortfarande låg under fransk kontroll, och regerade framgångsrikt till sin död 1234. År 1227 ärvde Matilda också sin fars tron i Dammartin. 

### Drottning av Portugal
Vid hennes mans död 1234 låg hennes riken fortfarande under fransk kontroll, och Frankrikes regent Blanka av Kastilien arrangerade ett äktenskap mellan Matilda II och Portugals tronföljare Alfons. Äktenskapet hade arrangerats för att Frankrike i allians med påven skulle kunna avsätta den dåvarande portugisiske monarken, som befann sig i konflikt med kyrkan, och ersätta honom med Alfons, och dessa planer realiserades 1248. Matilda fick två söner under äktenskapet med Alfons, men båda dog strax efter födelsen, och eftersom hon inte förväntades kunna föda fler barn upplöstes äktenskapet, och Matilda återvände till Frankrike. 
Fred slöts mellan Portugal och Kastilien genom en äktenskapsallians mellan Alfons och Beatrice av Kastilien. Matilda protesterade dock mot skilsmässan hos kyrkan, som inte erkände den som giltig, och Alfons' andra äktenskap blev därför inte betraktat som legalt förrän efter Matildas död.